# 太緣
太緣是一個與沮渠氏北凉有關的年號。
來自甘肅的石塔有“太緣二年丙子歲”字樣。
北涼奉夏國的承光年號時，曾用了同韻意義相近的陽字代替了光字，做成承陽年號。同理，學界認爲沮渠氏北凉奉北魏正朔時，遵照諧音，將“延和”和“太延”分別改作“緣禾”和“太緣”。